# قصعين أزغب الرأس
قصعين أزغب الرأس (الاسم العلمي:Salvia lasiocephala) هو نوع من النباتات يتبع جنس القصعين من الفصيلة الشفوية.